# Tarso Marques
Tarso Anibal Santanna Marques, brazilski dirkač Formule 1, *19. januar 1976, Curitiba, Brazilija.
Tarso Marques je upokojeni brazilski dirkač Formule 1. Debitiral je v sezoni 1996, ko je nastopil le na dveh južnoameriških dirkah, a obakrat odstopil. V naslednji sezoni 1997 je na desetih dirkah kot najboljši rezultat dosegel deseto mesto na dirki za Veliko nagrado Velike Britanije. Po daljšem premoru se je vrnil v sezoni 2001, ko je dosegel deveti mesti na Velikih nagradah Brazilije in Kanade, kar je njegov najboljši rezultat v karieri. Kasneje ni več dirkal v Formuli 1.

## Popolni rezultati Formule 1
(legenda) (odebeljene dirke pomenijo najboljši štartni položaj, poševne pa najhitrejši krog, †-uvrščen kljub odstopu)
| Leto | Moštvo              | Šasija        | Motor        | 1       | 2       | 3       | 4       | 5      | 6       | 7       | 8     | 9       | 10     | 11      | 12      | 13      | 14      | 15      | 16    | 17  | Prv | Toč |
| ---- | ------------------- | ------------- | ------------ | ------- | ------- | ------- | ------- | ------ | ------- | ------- | ----- | ------- | ------ | ------- | ------- | ------- | ------- | ------- | ----- | --- | --- | --- |
| 1996 | Minardi Team        | Minardi M195B | Ford V8      | AVS     | BRA Ret | ARG Ret | EU      | SMR    | MON     | ŠPA     | KAN   | FRA     | VB     | NEM     | MAD     | BEL     | ITA     | POR     | JAP   |     | -   | 0   |
| 1997 | Minardi Team        | Minardi M197  | Hart V8      | AVS     | BRA     | SMR     | MON     | ŠPA    | KAN     | FRA Ret | VB 10 | NEM Ret | MAD 12 | BEL Ret | ITA 14  | AVT EX  | LUK Ret | JAP Ret | EU 15 |     | -   | 0   |
| 2001 | European Minardi F1 | Minardi PS01  | European V10 | AVS Ret | MAL 14  | BRA 9   | SMR Ret | ŠPA 16 | AVT Ret | MON Ret | KAN 9 | EU Ret  | FRA 15 | VB DNQ  | NEM Ret |         |         |         |       |     | -   | 0   |
| 2001 | European Minardi F1 | Minardi PS01B | European V10 |         |         |         |         |        |         |         |       |         |        |         |         | MAD Ret | BEL 13  | ITA     | ZDA   | JAP | -   | 0   |